# 7. Koğuştaki Mucize
7. Koğuştaki Mucize (Milagro en la celda 7) es una película dramática turca de 2019 dirigida por Mehmet Ada Öztekin. Es una adaptación oficial de la película de comedia dramática de Corea del Sur de 2013 7번방의 선물 - 7beonbangui Seonmul que utiliza la misma premisa, pero con cambios significativos en la historia, los personajes y el tono. Fue seleccionada como la entrada turca a la Mejor Película Internacional en la 93.ª edición de los Premios Óscar, pero no fue nominada.

## Argumento
En 2004, una mujer, futura novia, se emociona cuando escucha en las noticias de que la pena capital ha sido abolida en Turquía.
En 1983, un padre con problemas mentales, Mehmet "Memo" Koyuncu, vive con su hija pequeña, Ova, y su abuela en la ladera de una colina. En una visita al pueblo, protagoniza un pequeño altercado con la hija de un militar local por una mochila que también quiere Ova. Más tarde, mientras pasea por las colinas, Memo se encuentra con la hija del oficial, que le ofrece la mochila si puede atraparla. Sin embargo, la chica muere accidentalmente al caer por un acantilado, y los intentos de Memo por salvarla son malinterpretados como un acto de asesinato, por lo que es enviado a prisión, no sin antes decirle a Ova que vio a un testigo de lo que realmente ocurrió. En la cárcel, es rápidamente declarado culpable de asesinato y condenado a muerte, y recibe una paliza de los militares, que desconocen las verdaderas circunstancias de su caso.
A pesar de su angustiosa experiencia, Memo salva al líder de su celda de ser asesinado por otro preso y entabla amistad con el resto de sus compañeros. Poco después, Ova se escabulle de su casa y deja una nota a su abuela en la que manifiesta su intención de ir a ver a su padre, lo que provoca que ésta muera de un infarto al leerla. Ova se las arregla para entrar clandestinamente en la prisión, estableciendo lazos con su padre y haciéndose amiga de los reclusos y de los guardianes, hasta el punto de que éstos se dan cuenta de que Memo no puede haber cometido el crimen. Entonces planean demostrar su inocencia.
Ova encuentra a un desertor - el testigo del que le habló su padre - que presenció el supuesto crimen de Memo, quien confirma que fue un accidente y que Memo es inocente. Tras oír esto, piden al Capitán Alcalde de la cárcel y a su ayudante que investiguen sobre el desertor. Encuentran al desertor, pero el oficial, padre de la chica fallecida, lo mata para que Memo sea ejecutado.
Días después de la ejecución, el Capitán Alcalde revela a Ova que uno de los compañeros de celda se ofreció voluntario para ocupar secretamente el lugar de Memo en la ejecución para asegurarse de que Memo escapara de la cárcel y que algunos de sus compañeros de celda se las arreglaron para que sus cómplices en el exterior retrasaran la llegada del oficial para asegurarse de que no se diera cuenta del engaño. El Capitán Alcalde y su ayudante ayudan a Memo y a Ova a huir del país en un barco para pedir asilo en el extranjero.
Al final, vuelve a salir la mujer que sale al principio de la película, revelando que se trata de Ova, ya de adulta.

## Reparto
- Aras Bulut İynemli como Memo
- Nisa Aksongur como Ova (de niña)
- Celile Toyon como Fatma Nene
- İlker Aksum como Askorozlu
- Mesut Akusta como Yusuf
- Deniz Baysal como Mía
- Yurdaer Okur como Aydin
- Yıldıray Şahinler como Hafız
- Sarp Akkaya como Clavo
- Deniz Celiloğlu como Faruk
- Ferit Kaya como Ali
- Serhan Onat como Selim
- Emre Yetim como Ayna
- Gülçin Kültür Şahin como Hatice
- Cankat Aydos como Soldado fugitivo
- Dogukan Polat como Tevfik
- Hayal Köseoğlu como Ova (como adulta)

## Recepción
La película fue la película más vista en los cines turcos en 2019, con más de 5,3 millones de espectadores. También ganó una gran audiencia mundial debido a su estreno en Netflix, especialmente en Francia y América Latina, donde encabezó las listas.